# Castroserna de Arriba
Castroserna de Arriba es una localidad perteneciente al municipio de Prádena, en la provincia de Segovia, comunidad autónoma de Castilla y León, España. En 2018 contaba con 21 habitantes.

## Historia
El territorio es repoblado durante la reconquista por la Comunidad de Villa y Tierra de Sepúlveda, quedando encuadrado el pueblo dentro del Ochavo de Prádena.
La primera vez que se conoce una mención de Castro Serna de Suso con este nombre, corresponde a un documento eclesiástico escrito del Archivo Catedralicio de Segovia, data del 1 de junio de 1247, como consecuencia de las relaciones de préstamo efectuadas por la mesa episcopal y por la de los canónigos a los colonos que trabajan las tierras propiedad de la Iglesia. Concretamente el canónigo de la catedral Sancius Iohannis recibía de la población seis maravedís y tres sueldos y medio.Debió de existir en época medieval una torre acastillada.
En 1559, Castroserna de Arriba, Castroserna de Abajo y Ventosilla y Tejadilla redujeron, por orden de Felipe II, su vínculo con el concejo sepulvedano para ser administradas por Gaspar López de Durango. El señorío continuó con los descendientes de este noble y luego pasó a la familia de los Basurto, creando en 1698 el marquesado de Castroserna que perduró hasta 1811. Sabemos que en la zona existió un castillo que junto a los campos circundantes labrado por vasallos del marqués, aún se conservan las ruinas del palacio de los marqueses de Castroserna y condes de Adanero, plagado de su escudo heráldico.
Fue municipio independiente hasta su incorporación por las autoridades a Prádena el 7 de noviembre de 1975.

## Geografía
La localidad, al final del piedemonte de la sierra de Guadarrama, está ubicada entre montes de sabinas y cañones calizos que conforman el estrecho valle plagado de cuevas que ha formado el cauce del río San Juan. Este río, afluente del Duratón, circunvala el núcleo urbanizado dejándolo a su izquierda.Además del denso monte de sabinas y encinas en su parte alta, en el término existen algunos de los prados poblados por fresnos, nogales centenarios y olmos secos de grandes dimensiones.
Se sitúa a 40 km de Segovia, capital provincial, y 6 km de Prádena, capital municipal. La localidad está atravesada por la carretera SG-V-2346 que la conecta al sureste con la carretera N-110 en Prádena y al noroeste con la SG-205 en el Castillo de Castilnovo

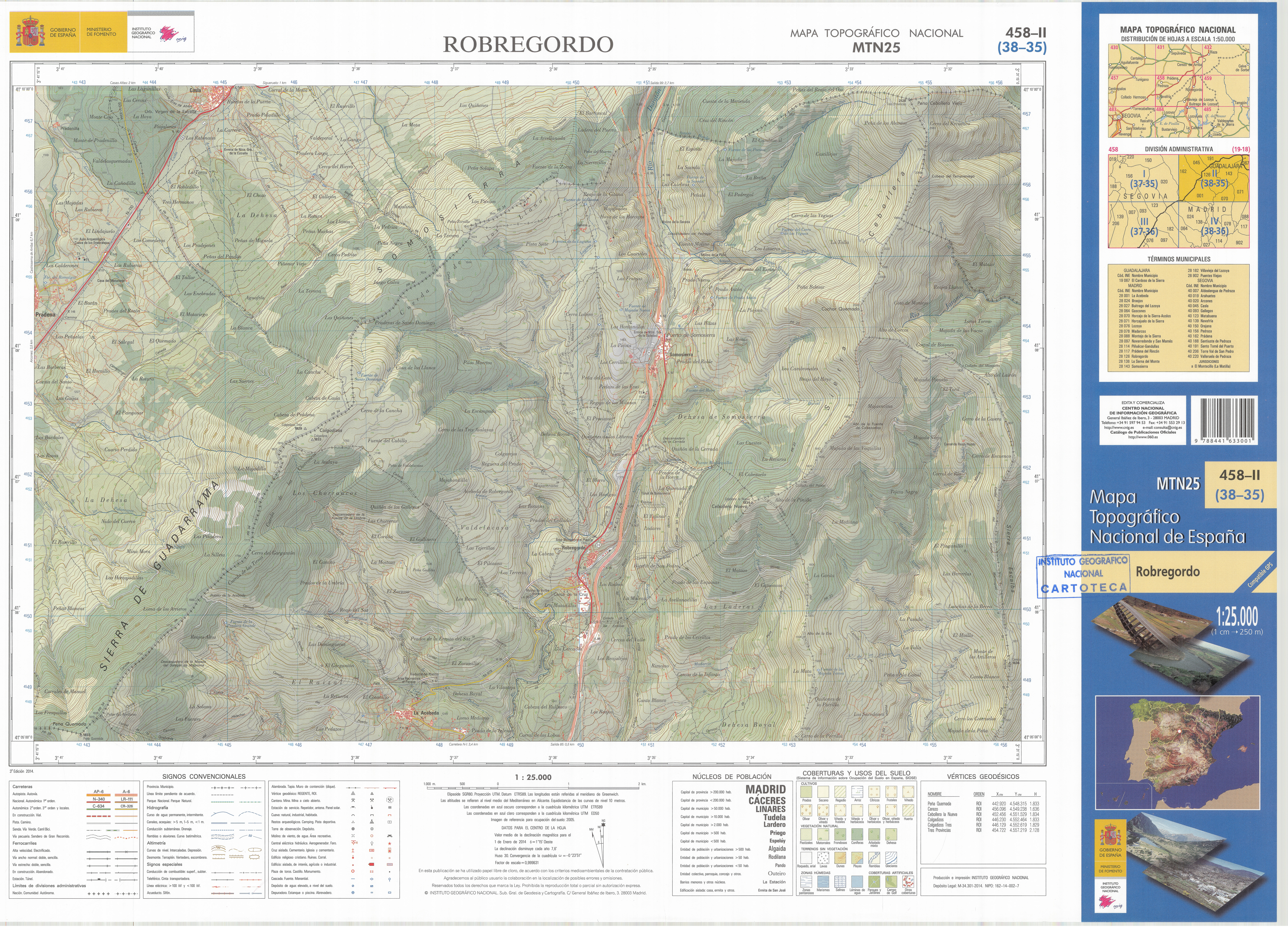
Fragmento de la hoja 458 del Mapa Topográfico Nacional de España de 2014 en el que se representa a Castroserna de Arriba

.

## Geografía humana

### Demografía
| Gráfica de evolución demográfica de Castroserna de Arriba entre 1842 y 1970 |
| |
| Población de derecho según los censos de población del INE Población de hecho según los censos de población del INEEntre el censo de 1981 y el anterior, este municipio desaparece porque se integra en el municipio 40162 (Prádena) |

| 27            | 27 | 27 | 32 | 23 | 25 | 24 | 20 | 20 | 21 | 14 | 8 |
| (Fuente: INE) |    |    |    |    |    |    |    |    |    |    |   |

## Patrimonio
- Cuevas del Horcajo, en un paraje cercano, sirvieron como refugio a pastores y campesinos.
- Iglesia de Nuestra Señora del Rosario, románico del siglo XIII. Destaca su portada policromada, con arquivoltas muy variadas, y arcos polilobulados inspiradas en el arte islámico que pudieron haber sido realizadas por una cuadrilla de alarifes mudéjares. Su campanario se encuentra muy bien conservado.
- Ermita de San Roque, a la salida del núcleo. Con uno arco de medio punto y una ventana rectangular, destacan sus gruesos muros de cal y canto enfoscados que formarían parte de la ermita original. Se encuentra en avanzado deterioro y escasez de conservación original.
- Arquitectura tradicional de piedra caliza, el la que destacan también fachadas con esgrafiado típico segoviano.
- Potro de herrar, realizado con madera de enebro local, se sitúa en un parque en la orilla del río San Juan, en buen estado de conservación.
- Ruinas del Palacio de los Marqueses de Castroserna. Se conserva una imponente fachada, con un arco de piedra y el escudo blasonado en la fachada principal. Unos metros por detrás aparecen también ruinas de los corrales y caballerizas, y las dependencias de los criados. El marqués era desconfiado y vigilaba con celo a sus vasallos, convocándolos a toque de corneta montado en su caballo, para hacer el recuento diario. Tas la abolición de los señoríos por las cortes de Cádiz en 1811 comenzó su decadencia.
- Dos molinos hidráulicos harineros: del Salto y Blanco, ambos en el río San Juan.[4][15][12][11][10]

## Fiestas
- San Roque, el 16 de agosto. Se celebra en la ermita homónima, en consonancia con los vecinos de Castroserna de Abajo y los de Ventosilla. Hay una misa más baile de jotas y paloteo.
- Virgen del Rosario y la Esperanza, el primer fin de semana de octubre.
- Hacenderas esporádicas para realizar trabajos comunitarios que son organizadas por la Asociación de Castroserna de Arriba.[4][12][11][10]